# John Beyrle

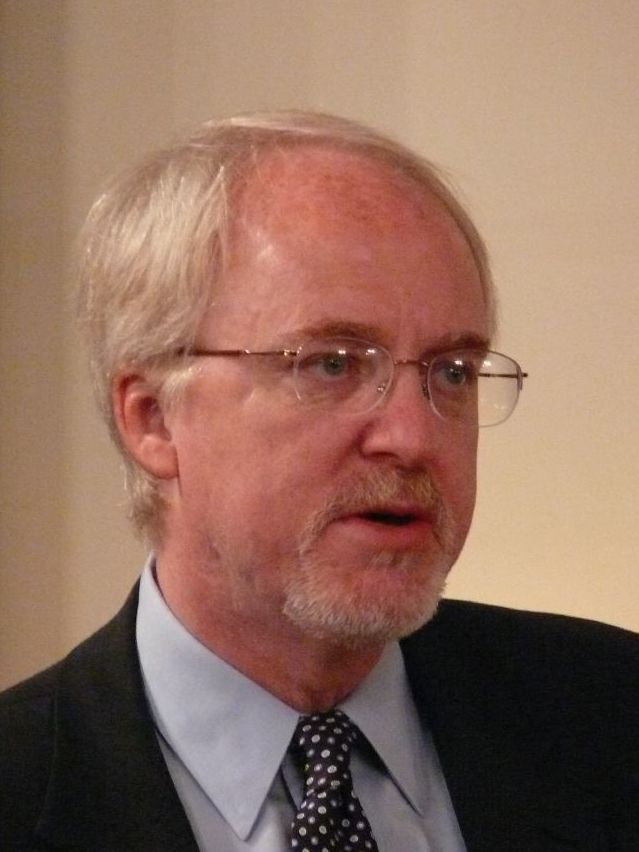
John Beyrle

John Ross Beyrle (* 11. Februar 1954 in Muskegon, Michigan) ist ein ehemaliger US-amerikanischer Diplomat, der unter anderem zwischen 2005 und 2008 Botschafter der Vereinigten Staaten in Bulgarien sowie von 2008 bis 2012 Botschafter in der Russischen Föderation war.

## Leben
John Ross Beyrle, Sohn von Joseph R. Beyrle (1923–2004) und JoAnne Beyrle, absolvierte zunächst ein grundständiges Studium an der Grand Valley State University (GVSU), das er mit einem Bachelor of Arts (BA) beendete. Ein weiteres postgraduales Studium am National War College (NWC) in Fort Lesley J. McNair schloss er mit einem Master of Science (MS) ab. Danach trat er als Foreign Service Officer in den diplomatischen Dienst des Außenministeriums. Er war zwischen 1983 und 1985 Politischer Referent an der Botschaft in der Sowjetunion sowie anschließend von 1985 bis 1987 Politischer Referent an der Botschaft in der Volksrepublik Bulgarien. Er war danach zwischen 1987 und 1993 Mitarbeiter im Stab von Paul M. Simon, dem demokratischen US-Senator für Illinois. Er war von 1993 bis 1995 Direktor für Angelegenheiten von Russland, Ukraine und Eurasien im Nationalen Sicherheitsrat (US National Security Council) und daraufhin erst kommissarischer Sonderberater des Außenministers für die frühere Sowjetunion. Nachdem er Botschaftsrat für politische und wirtschaftliche Angelegenheiten an der Botschaft in Tschechien war, war er zwischen 2003 und 2005 als Ständiger Vertreter stellvertretender Botschafter in der Russischen Föderation.
Am 9. Juli 2005 wurde Beyrle zum Botschafter der Vereinigten Staaten in Bulgarien ernannt und übergab dort am 8. September 2005 als Nachfolger von James W. Pardew seine Akkreditierung. Auf diesem Posten blieb er bis zum 28. Juni 2008 und wurde daraufhin von Nancy McEldowney abgelöst. Er selbst wurde am 30. Juni 2008 zum Botschafter in der Russischen Föderation ernannt und überreichte als Nachfolger von William Joseph Burns sein Beglaubigungsschreiben. Er bekleidete das Amt bis zum 4. Januar 2012, woraufhin Michael McFaul seine dortige Nachfolge antrat. Er engagierte sich zeitweise auch als Mitglied des Direktoriums der U.S. Russia Foundation, eine 2008 gegründete amerikanische Non-Profit-Organisation, deren Ziel es ist, die Beziehungen zwischen den Vereinigten Staaten und Russland zu stärken und die Entwicklung des Privatsektors in der Russischen Föderation zu fördern.
Aus seiner Ehe mit der Diplomatin Jocelyn Greene gingen die Töchter Allison und Caroline Beyrle hervor.